# Sopa de almendra

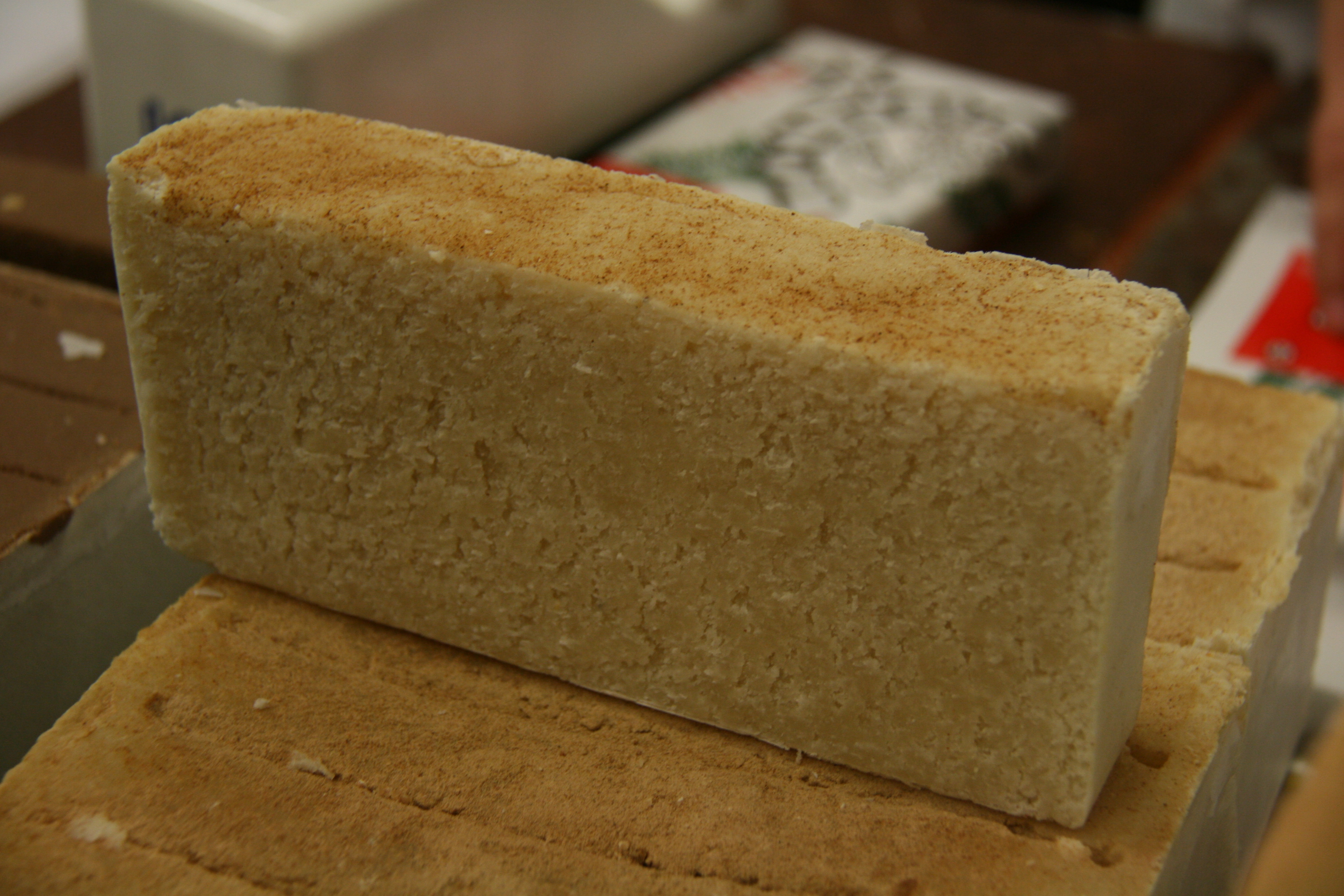
Sopa de almendras semi-preparada

La sopa de almendra es una preparación culinaria navideña. En la cocina española era tradicional este postre en la cena de Nochebuena elaborado con almendras. La sopa es una mezcla de nata (o leche) caliente y almendras molidas en un mortero. Tradicionalmente se elaboraba sólo con agua, sin participar lácteos. La salsa se sirve caliente y se aromatiza con vainilla y canela. Es tradicional servirla al final de la cena como postre y antes de los turrones, siempre en una cazuela de barro. Es típica de Madrid, y de las dos Castillas y dados los ingredientes utilizados que provienen de la masa del mazapán, se estima que pueda tener la misma procedencia morisca y conventual.

## Características
La elaboración de esta simple salsa caliente se realiza disolviendo la pasta de almendras machacadas en leche (o nata) caliente, a veces se hace en una mezcla de mazapán. La leche se ha aromatizado con vainilla y/o canela junto con una rodaja de limón (un medio ácido que favorezca la disolución). Las recetas emplean el mismo peso de azúcar que de almendras. La mezcla debe quedar ligeramente espesa. A veces se decora con piñones fileteados y ligeramente tostados, en algunas ocasiones se añaden unos picatostes finamente cortados. Tradicionalmente se elaboraba la «leche de almendras» con agua debido a que antes del siglo XX, la cena de Nochebuena era considerada una abstinencia de carne y lácteos. En este caso la masa de almendras se aligeraba con agua, en lugar de con leche. Era costumbre antaño vender paquetitos en las pastelerías y confiterías de almendras para hacer esta sopa en Navidades.

## Otras sopas de almendra
Existen otros tipos de sopas de almendras que son saladas, tradicionales del sur de España. que mezclan la pasta de almendras con unas gotas de vinagre. Además de las almendras llevan, principalmente, yema de huevo, aceite, ajo, pan, azafrán, sal y otros componentes que cada cocinero utiliza como receta personal.